# رحیملو
رحیملو یک روستا در ایران است که در دهستان اجارود غربی واقع شده‌است. رحیملو ۱۰۸ نفر جمعیت دارد.